# Grand cimetière Parice à Novi Pazar
Le grand cimetière Parice à Novi Pazar (en serbe cyrillique : Велико гробље-Парице у Новом Пазару ; en serbe latin : Veliko groblje-Parice u Novom Pazaru) est situé à Novi Pazar, dans le district de Raška, en Serbie. Il est inscrit sur la liste des monuments culturels protégés de la République de Serbie (identifiant no SK 401),.

## Présentation
Parice est le plus grand cimetière de Novi Pazar, toujours en activité. Sa valeur patrimoniale est liée à la présence de trois ensemble de vieilles pierres tombales ottomanes que l'on appelle nişans qui, en fonction de leur traitement, remontent au XVIe siècle, sinon plus tôt.
Certaines de ces stèles sont décorées de rosettes finement sculptées et de motifs géométriques. L'un de ces monuments, en forme de champignon, est orné de rosettes inscrites dans un arc brisé et est surmonté d'une sorte de turban, ce qui laisse penser qu'il était situé dans un turbe (sorte de mausolée ottoman). Il apparaît que les nişans les plus anciens du cimetière de Parice ont été modelés sur des pierres tombales de Skopje remontant au XVIe siècle ; en revanche, ils sont dépourvus de turbans, tandis que d'autres rappellent, par leur style, des nişans que l'on trouve à Istanbul.